# مركز العلوم الإنجابية البشرية
مركز العلوم الإنجابية البشرية تأسس في ديسمبر 2006 من أجل تطوير الأبحاث والابتكار في مجال تشخيص وعلاج الخصوبة، والعمل في شراكة مع الجناح الأكاديمي والبحثي لمركز برمنغهام لخصوبة النساء في مستشفى برمنغهام للنساء وكلية الطب بجامعة برمنغهام. والتركيز بشكل خاص في إستراتيجية البحوث الطبية الحيوية ووضع البحوث والاكتشاف في السياق الفسيولوجي الحقيقي.

## البحوث والتمويل
يشمل التركيز الحالي وتمويل المركز:
- أبحاث في مجال الطب التحويلي ممولة من المعهد الوطني لحقوق الإنسان بشأن الذكورة والعوامل الذكورية في ولادة حية صحية.[3]

- البحث في دور ضرر الحمض النووي من الحيوانات المنوية الأبوية في حالات الإجهاض غير المبررة، وتشخيصها وعلاجها - كجزء من مركز تومي القومي للبحوث الإجهاضية.[4]

- البحث في التشخيص المتقدم بمساعدة الحاسوب لقضايا خصوبة الذكور - بتمويل من مجلس بحوث الهندسة والعلوم الفيزيائية.[5]

- تجربة سريرية لكيفية اختيار أفضل الحيوانات المنوية للحقن المجهري والعلوم الأساسية المرتبطة بها لكيفية عملها.[6]

- كيف يمكن توجيه التصميم الهندسي والتصنيع الإضافي من خلال عمليات التنمية البشرية - الممولة من مجلس بحوث الهندسة والعلوم الفيزيائية.[7]